# Hanriot

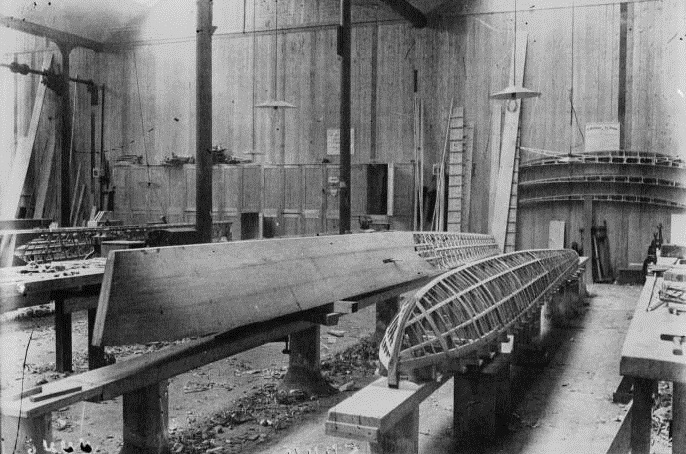
Fàbrica de l'empresa Hanriot a Bétheny, a prop de Reims (1909).

Hanriot HD.15 (1922).

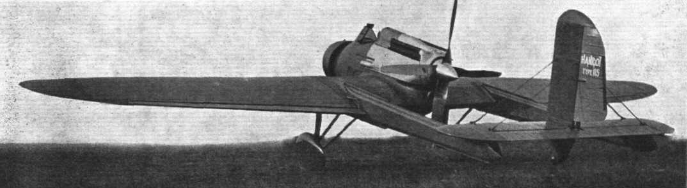
Hanriot H.115 (1933).

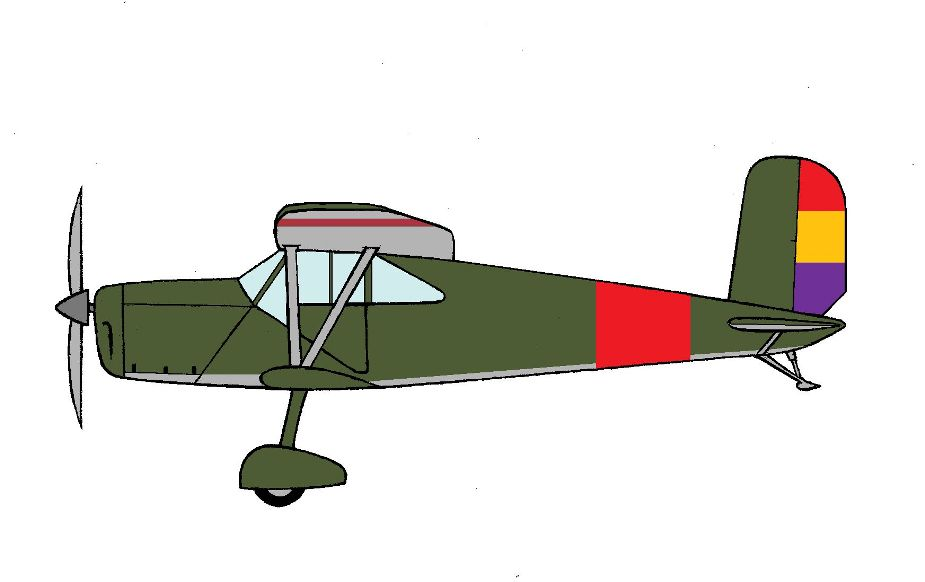
Hanriot H-180 de les Forces Aèries de la República Espanyola (1936).

Hanriot (Aéroplanes Hanriot et Cie.) fou una empresa de fabricació d'avions localitzada a França. Fundada l'any 1910 per René Hanriot, fabricava principalment avions monoplans. La companyia va ser integrada a la Société nationale de constructions aéronautiques du Centre (SNCAC) el 1936.

## Aeronaus
- Hanriot 1907 Monoplà[2]
- Hanriot 1909 Monoplà[2]
- Hanriot 1910 Type-1 Monoplà[2]
- Hanriot 1910 Type-II Monoplà "Libellule"[2]
- Hanriot 1910 Type-III Monoplà[2]
- Hanriot 1911 Type-IV Monoplà[2]
- Hanriot 1912 Monoplà[2]
- Hanriot HD.1
- Hanriot HD.2
- Hanriot HD.3
- Hanriot HD 3bis
- Hanriot HD.4
- Hanriot HD.5
- Hanriot HD.6
- Hanriot HD.7
- Hanriot HD.8
- Hanriot HD.9
- Hanriot HD.12
- Hanriot LH.10
- Hanriot LH.11
- Hanriot LH 11bis
- Hanriot LH.12
- Hanriot LH.13
- Hanriot HD.14
- Hanriot H 14CR
- Hanriot HD.14S
- Hanriot HD.15
- Hanriot LH.16
- Hanriot H.16
- Hanriot HD.17
- Hanriot HD.18[3]
- Hanriot HD.19
- Hanriot H 19 Et2
- Hanriot HD.20
- Hanriot LH 21S
- Hanriot HD.22[4]
- Hanriot HD.24[5]
- Hanriot H.25T[6]
- Hanriot H.26
- Hanriot HD.27
- Hanriot HD.28
- Hanriot HD.29
- Hanriot LH.30[7]
- Hanriot H.31
- Hanriot HD.32
- Hanriot H.33[8]
- Hanriot H.34[9]
- Hanriot H.35
- Hanriot H.36
- Hanriot H.38[10]
- Hanriot HD.40S
- Hanriot H.41
- Hanriot HD.41H
- Hanriot H.43
- Hanriot H.46 Styx[11]
- Hanriot LH 60[12]
- Hanriot LH 61[13]
- Hanriot LH 70[14]
- Hanriot H.110
- Hanriot-Biche H 110 (LH 110)[15]
- Hanriot H.115
- Hanriot H.131[16]
- Hanriot HD.141
- Hanriot H.161
- Hanriot H.170
- Hanriot H 170M
- Hanriot H 171
- Hanriot H 172B
- Hanriot H 172N
- Hanriot H 173
- Hanriot H 174
- Hanriot H 175
- Hanriot H.180
- Hanriot H 180T
- Hanriot H 181
- Hanriot H 182
- Hanriot H 183
- Hanriot H 184
- Hanriot H 185
- Hanriot H.190M
- Hanriot H.191
- Hanriot H.192B
- Hanriot H.192N
- Hanriot H.195
- Hanriot H.220
- Hanriot H.230
- Hanriot H.231
- Hanriot H.232
- Hanriot HD.320
- Hanriot HD.321
- Hanriot H.410
- Hanriot H.411
- Hanriot LH.412
- Hanriot LH.431
- Hanriot LH.432
- Hanriot LH.433
- Hanriot H.436
- Hanriot LH.437
- Hanriot H.438
- Hanriot H.439
- Hanriot H.461[17]
- Hanriot H.462[18]
- Hanriot H.463[19]
- Hanriot H.464[20]
- Hanriot H.465[21]
- Hanriot H.510[22]